# Cisterna

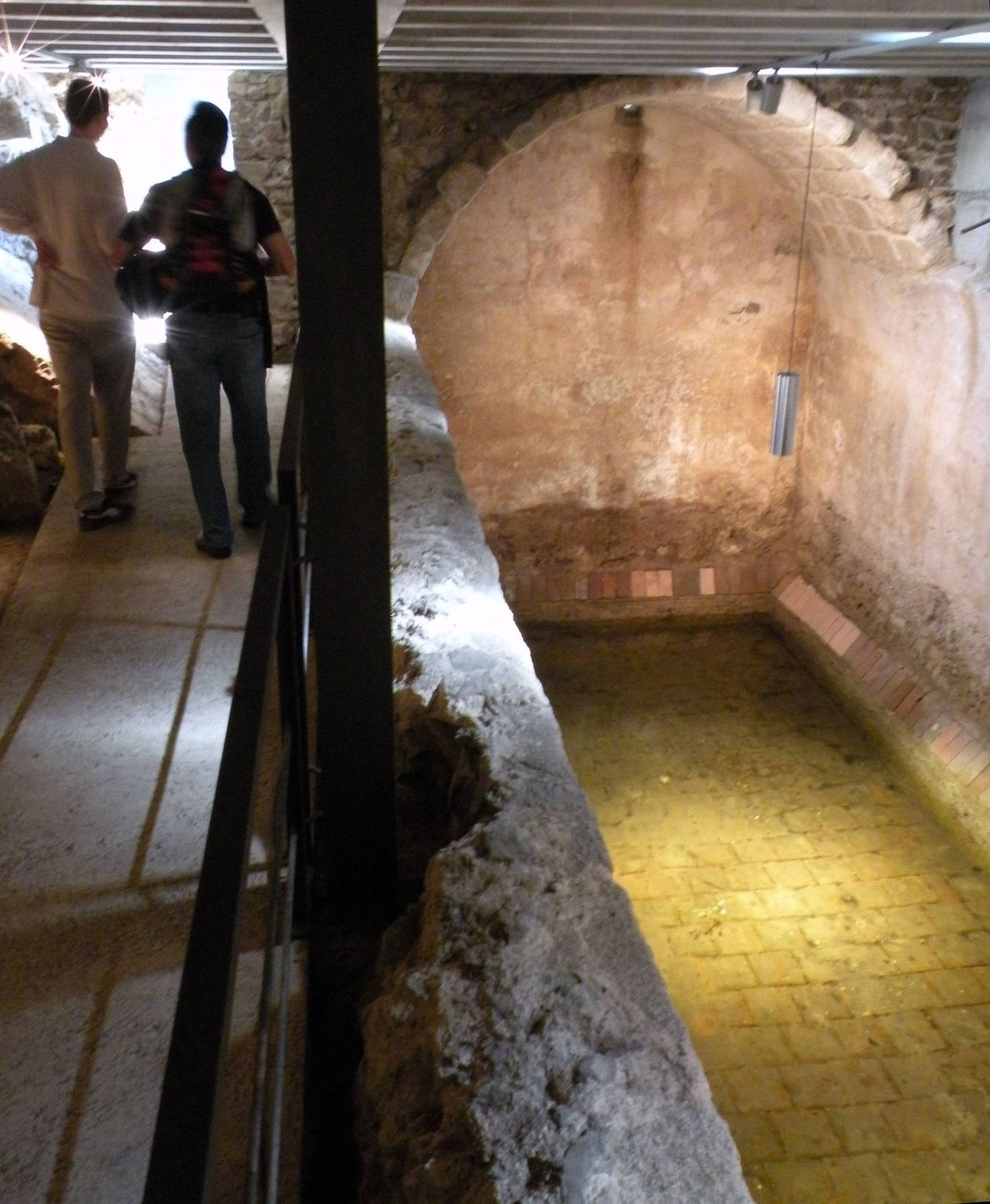
L'aljub de sota el pati d'armes del castell de Montsoriu

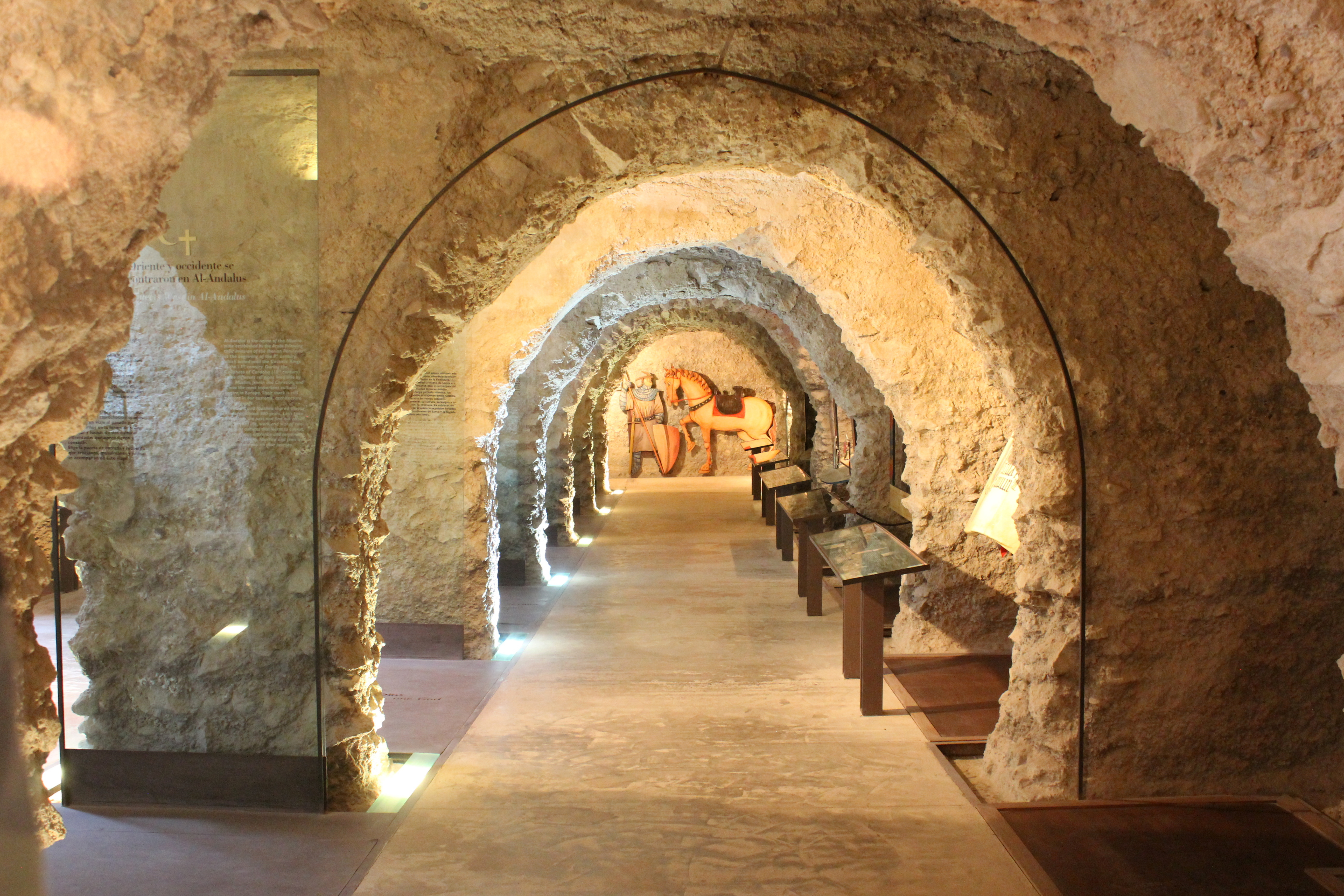
Cisterna medieval al Castell de Llorca (ara un recinte firal)

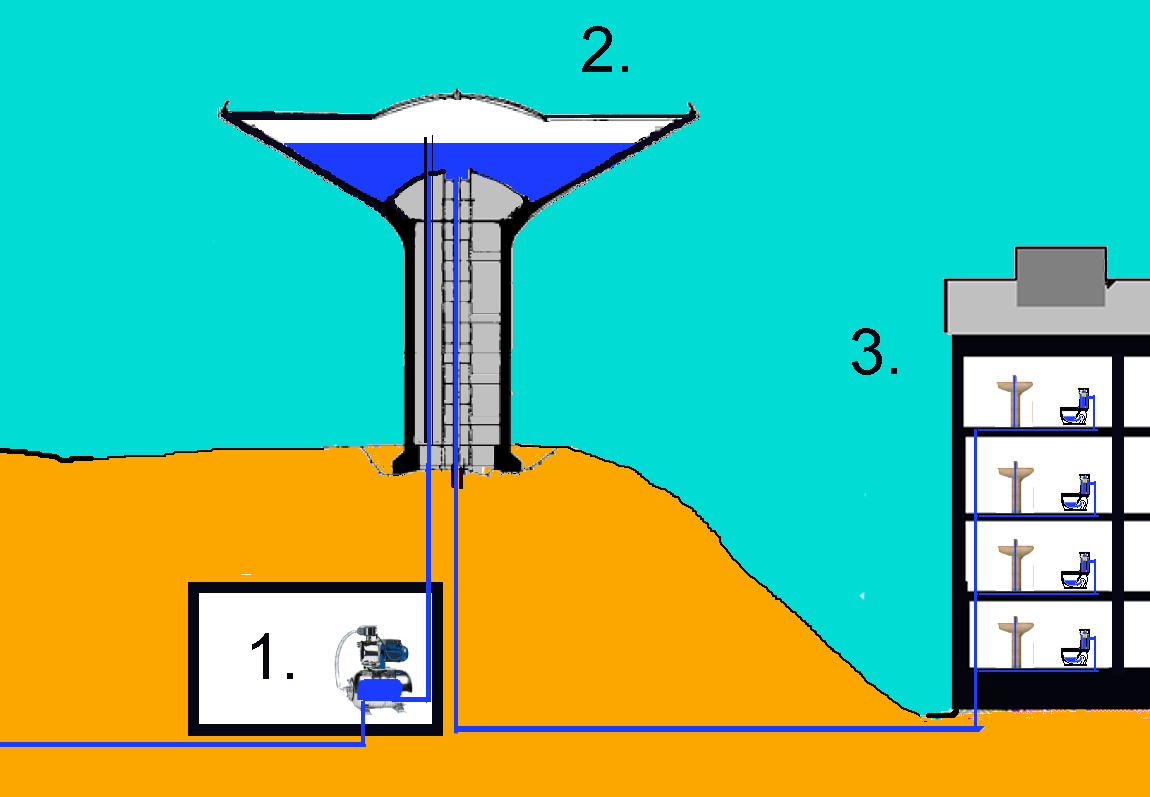
2 = la cisterna a una torre d'aigua

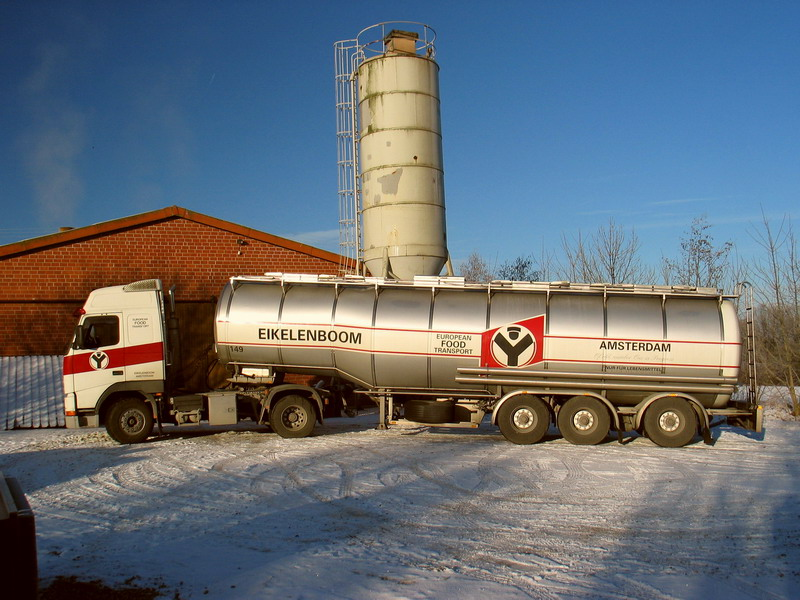
Camió cisterna

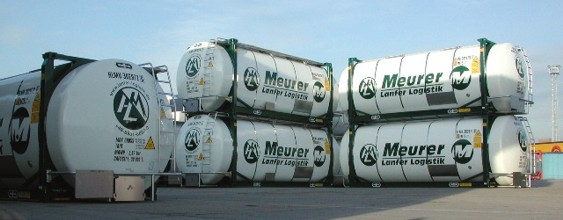
Contenidors cisterna

La cisterna és, a l'origen, un dipòsit, sovint subterrani, on es recullen i guarden les aigües de pluja (aljub) o que procedeixen d'un riu o font.
A les torres d'aigua, la cisterna, més sovint d'acer, es troba al cim, per tal de crear una pressió hidroestàtica a la xarxa d'aigua potable. Camions o contenidors cisternes són proveïts d'una caixa condicionada per a transportar líquids.
Models de cisternes per a torres d'aigua:

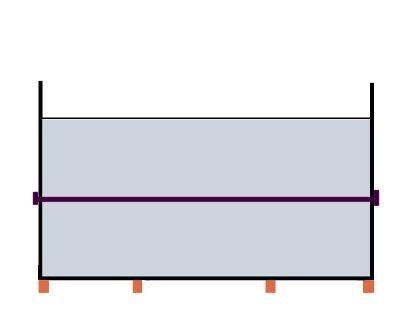
Cisterna plana
Cisterna de fons pendent o convexa
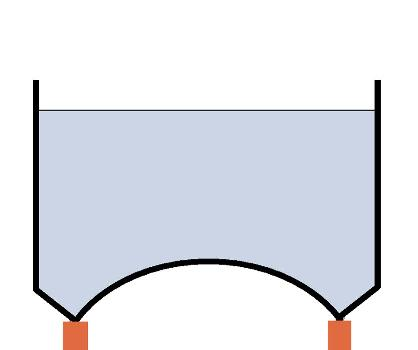
Cisterna de fons còncau
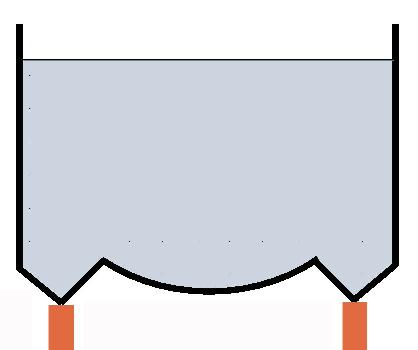
Cisterna de fons còncau